# Instabus
Instabus也稱為EIB（European Installation Bus）是分散式的開放系統，可以控制及管理設施內的電子裝置。Instabus是由Berker、Gira、Jung、Merten及西门子公司所發展，約有二百家電子設備供應商使用這種通訊協定。EIB讓所有的電子元件透過總線互連，每個元件都可以送資料給其他在總線上的元件，不受其位置影響。典型的EIB網路上面會有像開關、馬達、電子閥、接觸器及感測器等電子設備。
總線的介質由2x2x0.8mm的双绞线，連接網路上的所有設備，理論上最多的元件個數是57375個。
EIB系統的設計理念是提昇安全性、舒適及靈活度，並且可以節約能源。

## 系統控制
EIB是分散式系統，不需要配电盘或是控制盤，不過仍可以加上以PC為基礎的監控系統，可以來檢查設備狀態，也可以用人工或是程式的方式送出指令給網路上的設備。

## 和其他標準的融合
Konnex公司的KNX協定是EIB、BCi及EHSA三種協定融合後的結果。

## 外部連結
- The Konnex Standard （页面存档备份，存于）
- Le Bus EIB - Le standard KNX (fr) （页面存档备份，存于）
- Mise en oeuvre du Bus EIB/KNX (fr) （页面存档备份，存于）